# Джонсон, Эрик (хоккеист)
Э́рик Джо́нсон (англ. Erik Johnson; 21 апреля 1988, Блумингтон, Миннесота, США) — американский профессиональный хоккеист, выступающий за команду Национальной хоккейной лиги «Колорадо Эвеланш». Обладатель Кубка Стэнли 2022 года.

## Игровая карьера

### Юношеская карьера
В сезоне 2006–07 Джонсон выступал в NCAA за Университет Миннесоты. Эрик был выбран под общим 1-м номером на драфте НХЛ 2006 года командой «Сент-Луис Блюз». 20 апреля 2007 года подписал трёхлетний контракт с «блюзменами». Он является одним из немногих американцев, выбранных на драфте НХЛ под первым номером на 2006 год. Предыдущим американцем, выбранным под первым номером, был вратарь Рик Дипьетро в 2000 году  («Нью-Йорк Айлендерс»). Майк Модано и Брайан Лоутон также были первыми номерами драфта в 1988 и 1983 годах соответственно, последний был выбран ныне не существующей командой «Миннесота Норт Старз».

### Профессиональная
6 октября 2007 года Джонсон забил свой первый гол в НХЛ в матче против «Лос-Анджелес Кингз». Этот гол также стал и победным. Эрик закончил свой дебютный сезон, играя в среднем по 18 минут за матч и набрав 33 очка за 69 игр.
16 сентября 2008 года, в межсезонье, Джонсон получил серьёзную травму, его правая нога оказалась между акселератором и тормозной педалью в своём гольф-каре во время того, как команда играла в гольф. 20 ноября была проведена операция на колене, и защитник пропустил весь сезон 2008–09.
2 августа 2010 года, став ограниченно свободным агентом, Джонсон подписал двухлетний контракт с «Сент-Луис Блюз» на сумму $ 5,2 млн.
19 февраля 2011 года Эрик вместе с Джейем Макклементом и условным драфт-пиком первого раунда был обменян в «Колорадо Эвеланш» на Криса Стюарта, Кевина Шаттенкирка и условный драфт-пик второго раунда. В тот же день Джонсон дебютировал за «Эвеланш» на арене HP Pavilion в Сан-Хосе в победном матче против «Сан-Хосе Шаркс» (4:0). 22 февраля 2011 года в своём втором матче за новую команду, против «Сент-Луиса», забил свой первый гол за «Колорадо».
Летом 2012 года подписал с «Колорадо» 4-летний контракт на $ 15 млн, который осенью 2015 года продлил еще на 7 лет со средней заработной платой $ 6 млн в год.
16 ноября 2024 года сыграл свой 1000-й матч в регулярных сезонах НХЛ.

## Международная
В 2010 году Джонсон играл за сборную США на Олимпийских играх в Ванкувере, где его команда завоевала серебро, проиграв в овертайме финального матча сборной Канады.

## Статистика
| Легенда | Легенда                    | Легенда | Легенда                   | Легенда | Легенда    |
| ------- | -------------------------- | ------- | ------------------------- | ------- | ---------- |
| И       | Количество проведённых игр | Штр     | Штрафное время            | +/−     | Плюс-минус |
| Г       | Голы                       | П       | Голевые передачи          | О       | Очки       |
| -       | Статистика неизвестна      | —       | Статистика не учитывалась |         |            |